# Ablaberoides emeritus
Ablaberoides emeritus är en skalbaggsart som beskrevs av Louis Albert Péringuey 1904. Ablaberoides emeritus ingår i släktet Ablaberoides och familjen Melolonthidae. Inga underarter finns listade i Catalogue of Life.